# FDJ/Saison 2016
Diese Liste beschreibt die Mannschaft und die Erfolge des Radsportteams FDJ in der Saison 2016.

## Erfolge in der UCI WorldTour
Bei den Rennen der UCI WorldTour im Jahr 2016 gelangen dem Team nachstehende Erfolge.
| Datum      | Rennen                           | Sieger           |
| ---------- | -------------------------------- | ---------------- |
| 7. März    | 1. Etappe Paris–Nizza            | Arnaud Démare    |
| 19. März   | Mailand–Sanremo                  | Arnaud Démare    |
| 29. April  | 3. Etappe Tour de Romandie (EZF) | Thibaut Pinot    |
| 11. Juni   | 6. Etappe Critérium du Dauphiné  | Thibaut Pinot    |
| 22. August | 3. Etappe Vuelta a España        | Alexandre Geniez |

## Erfolge in der UCI Europe Tour
Bei den Rennen der UCI Europe Tour im Jahr 2016 gelangen dem Team nachstehende Erfolge.
| Datum           | Rennen                                  | Kat. | Sieger           |
| --------------- | --------------------------------------- | ---- | ---------------- |
| 11. Februar     | 1. Etappe Mittelmeer-Rundfahrt (MZF)    | 2.1  | FDJ              |
| 12. Februar     | 2. Etappe Mittelmeer-Rundfahrt          | 2.1  | Arnaud Démare    |
| 21. Februar     | 2. Etappe Tour du Haut-Var              | 2.1  | Arthur Vichot    |
| 20.–21. Februar | Gesamtwertung Tour du Haut-Var          | 2.1  | Arthur Vichot    |
| 26. März        | 2. Etappe Critérium International (EZF) | 2.HC | Thibaut Pinot    |
| 27. März        | 3. Etappe Critérium International       | 2.HC | Thibaut Pinot    |
| 26.–27. März    | Gesamtwertung Critérium International   | 2.HC | Thibaut Pinot    |
| 5. April        | 1. Etappe Circuit Cycliste Sarthe       | 2.1  | Marc Fournier    |
| 5.–8. April     | Gesamtwertung Circuit Cycliste Sarthe   | 2.1  | Marc Fournier    |
| 19. Juni        | 5. Etappe Route du Sud                  | 2.1  | Arnaud Démare    |
| 13. August      | 4. Etappe Tour de l’Ain                 | 2.1  | Alexandre Geniez |
| 4. Oktober      | Binche–Chimay–Binche                    | 1.1  | Arnaud Démare    |

## Erfolge in den Nationalen Straßen-Radsportmeisterschaften
Bei den Rennen der jeweiligen Nationalen Straßen-Radsportmeisterschaften 2016 konnte das Team nachstehende Titel erringen.
| Datum    | Rennen                                        | Sieger              |
| -------- | --------------------------------------------- | ------------------- |
| 23. Juni | Französische Meisterschaft – Einzelzeitfahren | Thibaut Pinot       |
| 23. Juni | Litauische Meisterschaft – Einzelzeitfahren   | Ignatas Konovalovas |
| 26. Juni | Französische Meisterschaft – Straßenrennen    | Arthur Vichot       |

## Zugänge – Abgänge
| Zugänge               | Team 2015        | Abgänge           | Team 2016                               |
| --------------------- | ---------------- | ----------------- | --------------------------------------- |
| Ignatas Konovalovas   | Marseille 13 KTM | Francis Mourey    | Fortuneo-Vital Concept                  |
| Jeremy Maison         | Neoprofi         | Arnold Jeannesson | Cofidis, Solutions Crédits              |
| Daniel Hoelgaard      | Team Joker       | Anthony Geslin    | Laufbahn beendet                        |
| Sébastien Reichenbach | IAM Cycling      | David Boucher     | Crelan-Vastgoedservice Continental Team |
| Odd Christian Eiking  | Team Joker       | Jussi Veikkanen   | Laufbahn beendet                        |
| Marc Fournier         | Neoprofi         |                   |                                         |

## Mannschaft
| Teamkader 2016                                             | Teamkader 2016    | Teamkader 2016 | Teamkader 2016                   |
| Name                                                       | Geburtsdatum      | Land           | Vorheriges Team                  |
| ---------------------------------------------------------- | ----------------- | -------------- | -------------------------------- |
| William Bonnet                                             | 25. Juni 1982     | Frankreich     | BBox Bouygues Telecom (2010)     |
| Sébastien Chavanel                                         | 21. März 1981     | Frankreich     | Team Europcar (2013)             |
| Arnaud Courteille                                          | 13. März 1989     | Frankreich     | UC Nantes Atlantique (2010)      |
| Mickaël Delage                                             | 6. August 1985    | Frankreich     | Omega Pharma-Lotto (2010)        |
| Arnaud Démare                                              | 26. August 1991   | Frankreich     | CC Nogent-sur-Oise (2011)        |
| Odd Christian Eiking                                       | 28. Dezember 1994 | Norwegen       | Joker (2015)                     |
| Kenny Elissonde                                            | 22. Juli 1991     | Frankreich     | Club Cycliste d'Étupes (2011)    |
| Murilo Fischer                                             | 16. Juni 1979     | Brasilien      | Garmin-Sharp (2012)              |
| Marc Fournier                                              | 12. November 1994 | Frankreich     | CC Nogent-sur-Oise (2015)        |
| Alexandre Geniez                                           | 16. April 1988    | Frankreich     | Argos-Shimano (2012)             |
| Daniel Hoelgaard                                           | 1. Juli 1993      | Norwegen       | Joker (2015)                     |
| Ignatas Konovalovas                                        | 8. Dezember 1985  | Litauen        | Marseille 13 KTM (2015)          |
| Matthieu Ladagnous                                         | 12. Dezember 1984 | Frankreich     | Entente Sud Gascogne (2005)      |
| Johan Le Bon                                               | 3. Oktober 1990   | Frankreich     | Bretagne-Schuller (2012)         |
| Olivier Le Gac                                             | 27. August 1993   | Frankreich     | BIC 2000 (2014)                  |
| Pierre-Henri Lecuisinier                                   | 30. Juni 1993     | Frankreich     | Vendée U (2013)                  |
| Jérémy Maison                                              | 21. Juli 1993     | Frankreich     | Club Cycliste d'Étupes (2015)    |
| Lorrenzo Manzin                                            | 26. Juli 1994     | Frankreich     | UC Nantes Atlantique (2014)      |
| Steve Morabito                                             | 30. Januar 1983   | Schweiz        | BMC Racing Team (2014)           |
| Yoann Offredo                                              | 12. November 1986 | Frankreich     | CC Nogent-sur-Oise (2007)        |
| Laurent Pichon                                             | 19. Juli 1986     | Frankreich     | Bretagne-Schuller (2012)         |
| Cédric Pineau                                              | 8. Mai 1985       | Frankreich     | Roubaix Lille Métropole (2010)   |
| Thibaut Pinot                                              | 29. Mai 1990      | Frankreich     | Club Cycliste d'Étupes (2009)    |
| Sébastien Reichenbach                                      | 28. Mai 1989      | Schweiz        | IAM Cycling (2015)               |
| Kévin Réza                                                 | 18. Mai 1988      | Frankreich     | Team Europcar (2014)             |
| Anthony Roux                                               | 18. April 1987    | Frankreich     | UV Aube (2007)                   |
| Jérémy Roy                                                 | 22. Juni 1983     | Frankreich     |                                  |
| Marc Sarreau                                               | 10. Juni 1993     | Frankreich     | Armée de terre (2014)            |
| Benoît Vaugrenard                                          | 5. Januar 1982    | Frankreich     |                                  |
| Arthur Vichot                                              | 26. November 1988 | Frankreich     | CR4C Roanne (2009)               |
| Fabien Doubey (1. Aug.–31. Dez., Stagiaire)                | 21. Oktober 1993  | Frankreich     | Club Cycliste d'Étupes (2016)    |
| David Gaudu (1. Aug.–31. Dez., Stagiaire)                  | 10. Oktober 1996  | Frankreich     | Côtes d'Armor-Marie Morin (2016) |
| Léo Vincent (1. Aug.–31. Dez., Stagiaire)                  | 6. November 1995  | Frankreich     | Club Cycliste d'Étupes (2016)    |
|                                                            |                   |                |                                  |
| Quellen: ProCyclingStats Cycling Quotient Cycling Archives |                   |                |                                  |